# 小行星24270
小行星24270（24270 Dougskinner）是一颗绕太阳运转的小行星，为主小行星带小行星。该小行星于1999年12月发现。

## 轨道参数
小行星24270的轨道半长轴为411 880 141 km（2.7532095 UA），离心率为0.183。